# Harogondanahalli, Chiknayakanhalli
Harogondanahalli là một làng thuộc tehsil Chiknayakanhalli, huyện Tumkur, bang Karnataka, Ấn Độ.